# Nowy Bazanów
Nowy Bazanów – wieś w Polsce położona w województwie lubelskim, w powiecie ryckim, w gminie Ryki.
| SIMC    | Nazwa        | Rodzaj    |
| ------- | ------------ | --------- |
| 0390716 | Dule-Gajówka | część wsi |

W latach 1944–1975 miejscowość należała administracyjne do ówczesnego powiatu garwolińskiego w województwie warszawskim. W latach 1954–1972 wieś była siedzibą gromady Bazanów Nowy. W latach 1975–1998 miejscowość należała administracyjnie do ówczesnego województwa lubelskiego.
Wieś jest sołectwem w gminie Ryki. Według Narodowego Spisu Powszechnego z roku 2011 wieś liczyła 379 mieszkańców.
Wierni Kościoła rzymskokatolickiego należą do parafii św. Maksymiliana Kolbego w Starym Bazanowie.